# Finsterwalder Transport & Logistik
Die Finsterwalder Transport & Logistik mit der Holdinggesellschaft Fiwa AG ist ein deutscher Logistikkonzern. Der eingetragene Sitz des Unternehmens ist Kaufbeuren, während sich die Unternehmenszentrale in Türkheim befindet. Gegründet wurde es 1937 durch Eugen und Theresia Finsterwalder. Finsterwalder bietet Güterkraftverkehr, Lagerhaltung und Kontraktlogistik an und verfügt über einen Gleisanschluss in Halle (Saale).

## Geschichte des Unternehmens
Nach der Unternehmungsgründung 1937 zog das Unternehmen 1953 nach Kaufbeuren. Nach der Wiedervereinigung wurden Standorte in Halle und Merseburg durch Übernahme ehemaliger Staatsbetriebe gegründet.
2006 wurde der Hauptstandort von Kaufbeuren nach Türkheim auf das ehemalige Gelände der Schneider-Rundfunkwerke AG in unmittelbare Nähe der Bundesautobahn 96 verlagert.
Weitere Standorte befinden sich in Gelsenkirchen und Oberhausen im Ruhrgebiet, Venlo in den Niederlanden und Tartu in Estland.